# Santa Enimia
|  | Per a altres significats, vegeu «Santa Enímia (desambiguació)». |

Santa Enimia (Santa Erímia en occità, Sainte-Enimie en francès) és un municipi del cantó de Santa Enimia, del departament francès del Losera a la regió d'Occitània. És cap d'un cantó i és un centre turístic important de les Gorges del Tarn. Aquest municipi pertany a l'associació Els pobles més bonics de França.